# 王延轶
王延轶（1981年—），女，中华人民共和国生物学者，现任中国科学院武汉病毒研究所研究员、所长，武汉市政协委员，中国致公党武汉市副主任委员。

## 生平
王延轶毕业于西安市铁一中学，2000年自陕西省考入北京大学生命科学学院，2004年获学士学位。本科毕业时，她与时任北京大学生命科学学院特聘教授舒红兵结婚，舒红兵比她大14岁。毕业后，她前往美国科罗拉多大学医学院留学。根据舒红兵的简历，王延轶前往科罗拉多大学留学时舒红兵正在该校免疫学系担任副教授；舒红兵1998年进入美国国立犹太医学中心及科罗拉多大学健康科学中心免疫学系任教，2003年升为副教授。
2005年，舒红兵被聘为武汉大学生命科学学院院长。按照舒红兵在采访中的说法，他当时要求妻子王延轶中断在美国的博士学业，“回国全身心投入武大生命科学学院的建设发展”。2006年6月，王延轶在科罗拉多大学获得硕士学位，导师舒红兵，同年8月回到中国，在武汉大学生命科学学院担任讲师。担任讲师期间，她于2007年9月至2010年6月间在武汉大学学习，获博士学位。她的博士学位论文题目为《WDR5在VISA信号复合物组装及细胞抗病毒反应中的作用机制》，导师为田波。2010年11月，她升任武汉大学生命科学学院副教授。2012年3月，她调动到中国科学院武汉病毒研究所，任研究员。2015年12月起任中国科学院武汉病毒研究所副所长。2018年10月起任所长。
王延轶曾在2014年至2015年间担任武汉市武昌区卫生和计划生育委员会副主任，2014年至2017年担任过武汉市青年联合会委员。她的社会职务还有武汉微生物学会理事长、湖北省青年联合会委员、湖北省妇女联合会执行委员会委员、中国免疫学会青年工作委员会副主任委员。2010年5月，王延轶加入中国致公党。2018年10月13日，她被选为中国致公党武汉市委员会副主任委员。2018年12月，武汉市政协常委会将她增补为政协武汉市第十三届委员会委员。

## 家庭
王延轶丈夫为舒红兵，比王延轶大14岁。舒红兵于1998至2005年曾任职于美国犹太医学研究中心及科罗拉多大学健康科学中心免疫学系。舒红兵曾任全国政协委员、中国科学院院士，同时担任武汉大学副校长、医学研究院院长。
王延轶在北大念書时就和时任北京大学教授的舒红兵認识，是舒红兵的学生。大學毕业后前往舒红兵所在的科罗拉多大学留學。舒红兵和老婆离婚后，和王延轶结婚。

## 争议
2020年2月，2019新型冠狀病毒疫情期间，中国科学院对外公布“中成药双黄连口服液可抑制新型冠状病毒”。文章发布后，被人民日报等多家权威媒体转载。消息传出后，多个网上平台的“双黄连口服液”遭遇哄抢，很快都已经售罄。
随着消息的快速传播，质疑其有效性的声音也随之而起。质疑主要集中在：其所报道的一个单纯体外抑制病毒试验，证明双黃连口服液可以抑制新型冠状病毒，连最基本的动物实验也没有做，更没有在人体身上做过任何一次人体治疗试验。在民众关注抗新型冠状病毒药物的关键时期，王延轶团队提出 “双黄连口服液” 可以抑制新型冠状病毒，导致全国哄抢双黄连口服液，易造成民众交叉感染。

## 備註
1. ↑  中央电视台发布的2000年北京大学陕西省录取名单将其名字写为王延铁。公式名单中未注明其考号。名单中，北京大学生物科学专业共从陕西省录取了“王延铁”在内的4位考生。[3]根据北京大学教务部网站资料，2000年北京大学生物科学专业在陕西省招生计划为3人。[4]